# 新安镇 (来安县)
新安镇，是中华人民共和国安徽省滁州市来安县下辖的一个乡镇级行政单位。

## 行政区划
新安镇下辖以下地区：
北门社区、西门社区、青龙社区、建阳社区、新河社区、高郢社区、东门社区、永阳社区、岱山村、七里村、平洋村、黄坝村、红桥村、十里村、双塘村、孙桥村、姜湖村、永兴村和安徽来安经济开发区。